# Ceratophysella neomeridionalis
Ceratophysella neomeridionalis är en urinsektsart som beskrevs av Josef Nosek och Cervek 1970. Ceratophysella neomeridionalis ingår i släktet Ceratophysella och familjen Hypogastruridae. Inga underarter finns listade i Catalogue of Life.